# Kraljevina Holandija
Kraljevina Holandija ( nizozemsko Predloga:Notatypo Holandija   (sodobno), Koninkrijk Holland (moderno); francosko Royaume de Hollande) je ustvaril Napoleon Bonaparte, ki je marca 1806 strmoglavil Batavsko republiko, da bi bolje nadzoroval Nizozemsko. Odkar je leta 1804 postal cesar, si je Napoleon prizadeval iztrebiti republikanske težnje na ozemljih, ki jih je nadzorovala Francija, in na prestol marionetnega kraljestva postavil svojega tretjega brata Ludvika Bonaparta. Ime vodilne province, Holandije, je takrat označevalo celotno državo. Leta 1807 sta bili kraljestvu dodani Vzhodna Frizija in Jever .
Leta 1809 je morala Holandija po Walcherenovi kampanji Franciji predati vsa ozemlja južno od reke Ren. Tudi leta 1809 so nizozemske sile, ki so se borile na francoski strani, sodelovale pri porazu protibonapartističnega nemškega upora, ki ga je vodil Ferdinand von Schill, v bitki pri Stralsundu.
Kralj Ludvik ni izpolnil Napoleonovih pričakovanj – poskušal je služiti nizozemskim interesom namesto interesom svojega brata – in kraljestvo je bilo leta 1810 razpuščeno, nato pa je bila Nizozemska do leta 1813 priključena Franciji. Kraljevina Holandija je pokrivala območje današnje Nizozemske, z izjemo Limburga in delov Zelandije, ki je bilo francosko ozemlje, ter z dodatkom Vzhodne Frizije. To je bila prva uradna monarhija na Nizozemskem po letu 1581.
Dolgoročna posledica tega, da je bila država monarhija, je bila olajšanje zmožnosti hiše Orange, da po Napoleonovem padcu prevzame status polnopravnih monarhov – s čimer se konča njihov večstoletni dvoumen status Stadholderjev, ki je bil vir neskončne nestabilnosti in konfliktov v zgodovini Nizozemske republike.

## Grb
Napoleonov brat Ludvik Bonaparte je bil 5. junija 1806 postavljen za holandskega kralja. Prvotno naj bi bil grb novega kraljestva podoben grbu Kraljevine Italije: orel s ščitom, z grbom Združene Nizozemske, lev, ki je zdaj kraljevsko okronan. V decembru 1806 je A. Renodi v Parizu zasnoval grb, ki je v eno četrt postavil napoleonskega orla z levom Združene Nizozemske. Okoli ščita je bil francoski red velikega ognja. Za ščitom so prekrižana žezla, značilna za napoleonsko heraldiko, nad ščitom pa Napoleonova zvezda.
Nekaj mesecev kasneje, 20. maja 1807 je kralj Ludvik – zdaj imenovan "Lodewijk" – spremenil te grbe, dodal čelado, izpustil zvezdo svojega brata in zamenjal veliki orden s svojim lastnim nizozemskim redom unije in starim nizozemskim izumom "Edinost dela moč " okoli ščita. Zgled za inovacije v Napoleonovi heraldiki sta dve roki, ki prihajata iz oblakov izza ščita in držita meča, ki označujeta kralja Ludvika kot Connétable de France.

## Zgodovina
Napoléon je menil, da Batavska republika postaja preveč neodvisna za njegove želje. Tako je Nizozemce prisilil, da so za kralja sprejeli njegovega brata Ludvika Bonaparta. Alternativa bi bila popolna priključitev Franciji. Kljub tem okoliščinam so bili mnogi državljani zelo veseli njegovega prihoda. Bilo pa je tudi nasprotovanje, ker so se mnogi bali, da bo novi kralj uvedel strašljivo politiko naborništva. Vendar pa novi kralj te politike ni izvajal, kljub jezi Napoleona, ki je zahteval, da kralj Ludvik zbere veliko vojsko, ki bi varovala sever pred morebitnimi britanskimi vdori in pomagala francoskim vojskam v Nemčiji in Španiji.
Razen razkošno uniformirane kraljeve garde je vojski kraljevine Holandije vedno primanjkovalo nabornikov, zaradi česar so bile enote razpuščene ali združevane. Dejanja za rekrutacijo več vojakov, na primer z oblikovanjem judovskega polka ali z dodajanjem vseh moških sirot v vojsko kot Velitov, niso imela velikega učinka, slednje je povzročilo javne nemire in obtožbe o uvedbi naborništva.
Napoleon je nameraval, da bo Ludvik le malo več kot prefekt Nizozemske. Na primer, ministre je večinoma izbral Napoléon. Toda Ludvik je imel svoje misli in je bil odločen, da bo čim bolj neodvisen od svojega starejšega brata. Poleg tega, da je zavrnil uvedbo vojaškega roka, se je iskreno trudil naučiti nizozemskega jezika, pri čemer je šel celo tako daleč, da je prevzel nizozemsko črkovanje svojega imena, Lodewijk. Proglašal se je za Nizozemca in ne za Francoza in zahteval, da se njegovi ministri odrečejo tudi francoskemu državljanstvu. Prav tako je od svojih ministrov in dvora zahteval, da govorijo le nizozemsko.
Zaradi gospodarske blokade, ki jo je uvedel Napoléon, je bilo gospodarstvo Holandskega kraljestva še bolj pod pritiskom; veliko nizozemskih državljanov pa si je blago nabavljalo pri tihotapcih. Ludvik je okleval, da bi temu nasprotoval, zaradi česar je Napoléon poslal enote Douanes Imperiales v Holandijo. 
Potem ko so britanske čete sprožile nesrečno invazijo na Walcheren v Walcherenski kampanji leta 1809, je Napoléon izgubil potrpljenje s svojim obotavljajočim se bratom in se odločil, da bo Nizozemska postala sestavni del Francije. Potem ko je južne nizozemske province priključil cesarstvu, je kralja Ludvika leta 1810 prisilil k abdikaciji. Ludvikov sin Napoléon Ludvik Bonaparte je teden dni vladal kot Ludvik II., preden je Napoléon priključil preostali del kraljestva francoskemu imperiju. V tem obdobju je kraljica Hortense delovala kot regentka kraljestva.
Napoleonsko kraljestvo Holandije je bilo kratkotrajno, toda po Napoleonovem padcu kot presedan, da je bila Nizozemska kraljestvo, kar je olajšalo uspešna prizadevanja hiše Orange, da bi se povišali iz ranga stadhouderjev v polnopravne monarhe.